# Nikola Grubješić
Nikola Grubješić (in serbo Никола Грубјешић?; Šabac, 29 giugno 1984) è un ex calciatore serbo, di ruolo attaccante.

## Carriera

### Club
Ha giocato nella massima serie dei campionati serbo, israeliano, bosniaco e ungherese.

### Nazionale
Ha giocato nella nazionale serbomontenegrina Under-21.